# Gare de Shinshiro
La gare de Shinshiro (新城駅, Shinshiro-eki) est une gare ferroviaire de la ville de Shinshiro, dans la préfecture d'Aichi au Japon. Elle est exploitée par la compagnie JR Central.

## Situation ferroviaire
La gare de Shinshiro est située au point kilométrique (PK) 21,6 de la ligne Iida.

## Historique
La gare a été inaugurée le 25 avril 1898.

## Service des voyageurs

### Accueil
La gare dispose d'un bâtiment voyageurs, avec guichets, ouvert tous les jours.

### Desserte
- Ligne Iida :
  - voies 1 à 3 : direction Toyohashi
  - voies 2 et 3 : direction Iida